# Maria Grollmuß
Maria Karoline Elisabeth Grollmuß (lužiškosrbsko: Marja Grólmusec), katoliška lužiškosrbska in socialistična borka proti nacističnemu režimu,    * 24. april 1896, Leipzigu, † 6. avgust 1944, Koncentracijsko taborišče Ravensbrück

## Življenje
Maria Grollmuß se je rodila 24. aprila 1896 kot hči doktorskega filologa in direktorja šole Johannesa Grollmussa ( Lužiško Jan Jan Grólmus) v Leipzigu. Decembra 1917 je zaključila šolanje na Gaudigovem učiteljišču v Leipzigu. Kratko delovno pot kot učiteljica v osnovni šoli na Mestni šoli Leipzig-Reudnitz je zaključila s strokovnim izpitom. Maria Grollmuß je nato v Berlinu in Leipzigu študirala jezikoslovje in zgodovino; študij je leta 1928 zaključila z doktoratom o Josephu Görresu in demokraciji. V obdobju študija so sprva pripadala zvezi Windthorst, kasneje Listi socialističnih študentov.
Maria Grollmuß se je še posebej zanimala za politično novinarstvo in je pisala članke za Rhein-Mainische Volkszeitung, ki je bil blizu levega krila stranke Center, in za revijo "Die Schildgenossen" katoliškega mladinskega gibanja "Quickborn".. Na poklicne možnosti Marije Grollmuß je vplivala hitra sprememba okolja in pomanjkanje možnosti za poglobitev. 
Maria Grollmuß je bila usmerjena predvsem na socialna vprašanja, vendar se je njena  politična naklonjenost s časom spreminjala.Po začetku v SPD leta 1927 se je leta 1929 pridružila KPD, iz katere pa je bila že istega leta spet izključena, ker se ni strinjala z ustanavljanjem ločenih komunističnih sindikatov. Pridružila se je opoziciji komunistične partije, katere manjšinsko krilo okrog Paula Frölicha in Jacoba Walcherja se je leta 1932 pridružilo Socialistični delavski stranki Nemčije (SAPD). Tu je bila ena od podpornikov vodje stranke Maxa Seydewitza in se je, potem ko je predlog o razpustitvi stranke večina zavrnila,  kot on odločila leta 1933 za SPD.
Po nacističnem prevzemu oblasti leta 1933 je v tesnem sodelovanju s Seydewitzom v delovni skupini Revolucionarni socialisti opravljala nezakonito politično delo, med drugim kot zagovornica političnih zapornikov, prenašalka ilegalne literature in kot pomoč pri begu ogroženih somišljenikov  ogrožene na Češkoslovaško. Kot izhodišče za svoje delo si je izbrala vas Radibor v Zgornji Lužici, dom njenega očeta. Vzdrževala je stike z odporniškimi skupinami SPD, KPD in SAPD ter z avstrijskim socialistom Ottom Bauerjem.
Kmalu je prišlo do izdaje. Marijo Grollmuß so skupaj s tovarišem Hermanom Reinmuthom aretirali 7. novembra 1934. Sprva je bila zaprta v Dresdnu, kjer so ji sodili pred ljudskim sodiščem. Novembra 1935 je bila obsojena na šest let (Reinmuth na sedem let) zapora v Waldheimu. V času zapora se je Maria Grollmuß močno posvečala katoliški duhovnosti s svojo enkratno marijansko mistiko, kar je razvidno predvsem iz šifrirane korespondence s svojo sestro. Nacistični režim ji je za čas po zaporu v Waldheimu, ponudil svobodo in možnosti zdravljenja tedaj že odkritega raka, če bi bila pripravljena vohuniti v lužiškem odporniškem gibanju. Maria Grollmuß je to zavrnila in decembra 1940 so jo premestili v žensko koncentracijsko taborišče Ravensbrück. Zaradi znanja jezikov je lahko podpirala predvsem ženske s Poljskega in Češkoslovaškega. Veliko prepozne, pod v nemogočimi  pogoji opravljene operacije tumorja avgusta 1944 ni preživela.

## Časti
NDR je Maria Grollmuß častila kot antifašistko in borko proti nacizmu. Imena ulic v Bautzen/Budyšinu, Hoyerswerdi/Wojerecy, Leipzigu in več lužiških krajih, med drugim v Radibor/Radworju, spominjajo nanjo. V Schleife/Slepo  nosita osnovna šola in srednja šola njeno ime..

## Dela
- Ženska in mlada demokracija. Poročilo o ženskah, politiki in demokraciji. Frankfurt na Majni 1925.